# 翟翼
翟翼（？—？），字雲若，號鑑碧，直隶宁国府泾县人，明末清初官员。

## 生平
天啓七年（1627年）丁卯科應天乡试舉人，崇禎十三年（1640年）庚辰科進士，大理寺观政，授福建侯官县知县。

## 引用
1. ↑  《崇禎十三年庚辰科進士三代履歷》：翟翼，曾祖聪；祖准；父璞。鑑碧，易一房，癸丑年正月二十日生，泾县人，丁卯五十四名，会试二百八十六名，三甲一百二十九名。大理寺观政。
2. ↑  《福建通志》